# خنت‌کاوس یکم
خنت‌کاوس یکم (انگلیسی: Khentkaus I؛ ۱ ژانویهٔ ۲۶۰۰ – ۱ ژانویهٔ ۲۶۰۰) که همچنین با نام خنت‌کاوس نیز شناخته می‌شود (ش. ح. ۲۵۰۰ پیش از میلاد)، زنی سلطنتی بود که در دوران مصر باستان، در هر دو دودمان دودمان چهارم مصر و دودمان پنجم مصر زندگی می‌کرد. او ممکن است دختر شاه منکورع، همسر شاه شپ‌سسکاف و شاه اوسرکاف (بنیان‌گذار دودمان پنجم)، و مادر شاه ساحورع بوده باشد.
برخی پیشنهاد کرده‌اند که او نایب‌السلطنه یکی از پسرانش بوده است. شاید، او به‌عنوان یک فرمانروا در جایگاه شاه مصر علیا و سفلی بوده باشد، چنان‌که برخی از جنبه‌های تدفین او این امر را نشان می‌دهند. مصطبه او در جیزه – مقبره LG100 – بسیار نزدیک به مجموعه هرم منکورع قرار دارد. این ارتباط نزدیک ممکن است نشانگر رابطه خانوادگی باشد. اگرچه این رابطه مشخص نیست، اما نزدیکی مجموعه هرمی خنت‌کاوس به مجموعه شاه منکورع این فرضیه را مطرح کرده که او ممکن است دختر او بوده باشد.

## زندگی
مجموعه تدفینی خنت‌کاوس جایگاه سلطنتی او را تأیید می‌کند. برخی از عناوین او مبهم و قابل تفسیر هستند. به نظر می‌رسد که او نایب‌السلطنه بوده و ممکن است عنوان شاه را نیز اتخاذ کرده باشد. بر روی یک ورودی گرانیتی که به مقبره او منتهی می‌شود، خنت‌کاوس یکم دارای القابی است که می‌توان آن‌ها را به‌عنوان مادر دو شاه مصر علیا و سفلی، یا مادر شاه مصر علیا و سفلی و خود شاه مصر علیا و سفلی، یا آن‌گونه که یک پژوهشگر پیشنهاد کرده، شاه مصر علیا و سفلی و مادر دو شاه مصر علیا و سفلی خواند. علاوه بر این، تصویر او بر روی این ورودی نیز تمامی نشان‌های سلطنتی، از جمله ریش مصنوعی شاهان را به نمایش می‌گذارد. این تصویر و عنوان داده‌شده به او، برخی از مصرشناسان را به این نتیجه رسانده که او در اواخر دودمان چهارم به‌عنوان شاه حکومت کرده است.
اینکه او دختر منکورع بوده است، به‌طور گسترده‌ای مورد گمانه‌زنی قرار گرفته و شواهد زیادی از این ایده پشتیبانی می‌کنند. ممکن است خنت‌کاوس با شاه اوسرکاف ازدواج کرده و مادر ساحورع و نفریرکارع کاکای بوده باشد. مصرشناس میروسلاو ورنر اظهار داشته که احتمال بیشتری وجود دارد که ساحورع پسر اوسرکاف و همسرش نفرحوتپس بوده باشد. او همچنین پیشنهاد کرده که خنت‌کاوس مادر و نایب‌السلطنه پسرش ثامفتیس و مادر نفریرکارع کاکای بوده است.
فهرست شاهان مانتو، منکورع و ثامفتیس را به‌عنوان فرمانروایان دودمان چهارم ثبت کرده است، که خنت‌کاوس را به پایان این دودمان پیوند می‌دهد. پیشنهادهایی دربارهٔ ازدواج او با اوسرکاف و مادر بودن او برای ساحورع نیز او را به دودمان پنجم مرتبط می‌سازد.

## عناوین
- مادر شاه (mwt-niswt)
- مادر دو شاه دو سرزمین (mwt-nswy-bitwy) یا شاه دو سرزمین و مادر یک شاه دو سرزمین (nsw-bity mwt-nsw-bity) (دودسون و هیلتون)[۸][۱۱]
- شاه مصر علیا و سفلی (یانکر)

## نظریه‌ها دربارهٔ خنتکاوس یکم
«مسئله خنتکاوس» سابقه‌ای طولانی دارد. در دهه ۱۹۳۰، سلیم حسن پیشنهاد کرد که خنتکاوس دختر منکورع بوده و ابتدا با شپسسکاف و سپس با اوسرکاف ازدواج کرده است. ونتیکیف نخستین کسی بود که پیشنهاد کرد عنوان mwt nswt bity nswt bity را باید به‌صورت «مادر دو پادشاه مصر علیا و سفلی» خواند.
هرمان یونکر معتقد بود که وجود شهر هرمی که بخشی از مجموعه معبد تدفینی اوست، نشان می‌دهد که خنتکاوس شخصی بسیار مهم بوده و عنوان او باید به‌صورت «پادشاه مصر علیا و سفلی و مادر پادشاه مصر علیا و سفلی» خوانده شود، که دلالت بر این دارد که او به‌عنوان یک فرمانروا سلطنت کرده است. او همچنین پیشنهاد کرد که خنتکاوس دختر منکورع و خواهر شپسسکاف بوده است.
لودویگ برشارت پیشنهاد کرد که شپسسکاف فردی عامی بوده که با دختر پادشاه، یعنی خنتکاوس، ازدواج کرده است. او همچنین معتقد بود که ساحورع و نفریرکارع کاکای پسران شپسسکاف و خنتکاوس بوده‌اند. برشارت این نظریه را مطرح کرد که اوسرکاف فردی خارج از خاندان سلطنتی بوده که توانسته تاج و تخت را به دست آورد، زیرا ساحورع و نفریرکارع هنگام مرگ شپسسکاف بسیار جوان بوده‌اند.
برنارد گردزلوف پیشنهاد کرد که شپسسکاف و خنتکاوس هر دو فرزندان منکورع بوده‌اند و اوسرکاف شاهزاده‌ای از شاخه‌ای فرعی از خاندان سلطنتی بوده که پس از ازدواج با بیوه سلطنتی و مادر وارثان تاج و تخت، یعنی خنتکاوس، به سلطنت رسیده است.
هارتویگ آلتن‌مولر پیشنهاد کرد که خنتکاوس همان بانویی است که در پاپیروس وستکار با نام رِدِجِت ذکر شده است. او معتقد بود که خنتکاوس مادر اوسرکاف، ساحورع و نفریرکارع کاکای بوده است.
آریل کوزلوف نظریه داد که شپسسکاف فرزند منکورع از یک همسر فرعی بوده که پس از مرگ پسر پادشاه، خوعن‌رع، بر تخت نشسته است. او همچنین نظریه داد که شپسسکاف با دختر منکورع، خنتکاوس، ازدواج کرده و پیشنهاد کرد که پس از مرگ زودهنگام شپسسکاف، خنتکاوس با کاهن اعظم رع ازدواج کرده تا تاج و تخت را برای دو پسرش تضمین کند.
ویوین کالندر اظهار داشت که از آنجا که نام خنتکاوس در کارتوش (هیروگلیف) ظاهر نشده، او هرگز بر مصر حکومت نکرده است. در عوض، کالندر ترجیح داد که عنوان mwt nswt bity nswt bity را به‌صورت «مادر دو پادشاه مصر علیا و سفلی» بخواند. او معتقد بود که خنتکاوس دختر منکورع بوده و همسر شپسسکاف یا تمفتیس بوده است. اوسرکاف و نفریرکارع را به‌عنوان دو پسری که در عنوان خنتکاوس به آن‌ها اشاره شده، معرفی کرد.

## آرامگاه
خنتکاوس در جیزه به خاک سپرده شد. آرامگاه او با نام‌های LG 100 و G 8400 شناخته می‌شود و در میدان مرکزی که بخشی از مجموعه اهرام جیزه است، قرار دارد. مجموعه هرمی خنتکاوس شامل هرم او، یک گودال قایق، معبد دره و شهر هرمی او می‌شود.

### مجموعه هرمی خنتکاوس یکم

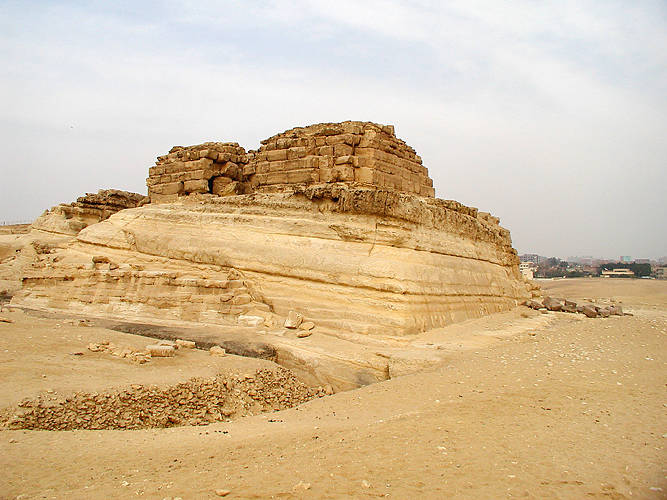
آرامگاه خنتکاوس یکم در جیزه

مجموعه هرمی خنتکاوس شامل هرم، یک نمازخانه، یک قایق خورشیدی، شهر هرمی، یک مخزن آب و انبارهای غله می‌شود. در قرن نوزدهم، این هرم به‌عنوان هرمی ناتمام توصیف شد و گمان می‌رفت که متعلق به پادشاه شپسسکاف باشد. کاوش‌های این هرم از سال ۱۹۳۲ توسط سلیم حسن آغاز شد. آرامگاه توسط لپسیوس با شماره LG 100 ثبت شد.
نمازخانه این مجموعه شامل یک تالار اصلی و یک نمازخانه داخلی بود. گذرگاهی که در کف نمازخانه داخلی ایجاد شده، به اتاق تدفین منتهی می‌شود. کف نمازخانه با سنگ آهک طُره پوشانده شده بود. دیوارها دارای نقش برجسته‌هایی بودند که به‌شدت آسیب دیده‌اند. قطعاتی از این نقش‌ها هنگام کاوش توسط سلیم حسن در میان آوارها یافت شد. گذرگاه منتهی به اتاق تدفین و خود اتاق با گرانیت سرخ پوشیده شده بودند. این گذرگاه ۵٫۶ متر طول داشت و به زیر ساختار اصلی هرم می‌رفت. اتاق تدفین بزرگ بود و بیشترین شباهت را به اتاق تدفین پادشاه شپسسکاف در سقاره داشت.